# Szyngarskije Isady
Szyngarskije Isady (ros. Шингарские Исады) – wieś w Rosji, w rejonie mieżdurieczeńskim obwodu wołogodzkiego. W 2021 r. była niezamieszkana.